# Hur svårt kan det va? (TV-program)
Hur svårt kan det va? är en svensk underhållningsprogram på TV4 som hade premiär 26 mars 2017 med Peter Settman.

## Programmet
I programmet intervjuar Peter, barn för att få svar på frågor som han ställer. I varje program tolkar Daniel Norberg en engelsk låt med ny text skriven av barnen.

## Produktionen
Programmet skulle haft premiär 2016 men flyttades till 2017.